# 스코다
스코다(SKODA) 또는 슈코다(ŠKODA)는 세계에서 가장 역사가 오래 된 자동차 회사 중 하나로, 현재는 폭스바겐 그룹 산하에 있다. 1895년 공학자였던 바츨라프 라우린(Václav Laurin)과 사업가였던 바츨라프 클레멘트(Václav Klement)가 라우린 클레멘트(Laurin & Klement)라는 회사로 설립하였다.
제1차 세계 대전 후 트럭, 버스 등으로 확장하던 중에 화재 사고를 당하고서 승용차 시장에 진출하려는 당시 체코의 최대 기업 슈코다를 만나 합병하였다. 슈코다는 에밀 슈코다(Emil Škoda)라는 공학자의 성(姓)이다.

## 같이 보기
- 스코다 웍스